# Top Rap Albums
Top Rap Albums — американский хит-парад, публикуемый Billboard, который ранжирует рэп-альбомы на основе продаж, составленных Nielsen SoundScan.

## История
Top Rap Albums начал издаваться еженедельно с 13 ноября 2004 года и первым альбомом номер один был Unfinished Business от Jay-Z и R. Kelly.

## Рекордсмены чарта

### Альбомы с наибольшим нахождение на 1 позиции
- 19 недель - Recovery от Эминема
- 16 недель - Take Care от Дрейка
- 14 недель - The Marshall Mathers LP 2 от Эминема
- 13 недель - Paper Trail от T.I.
- 13 недель - The Heist от Macklemore & Ryan Lewis
- 13 недель - Гамильтон
- 11 недель - DAMN. от Кендрика Ламара
- 10 недель - The Blueprint 3 от Jay-Z

### Артисты с наибольшим количеством альбомов на 1 позиции
| Альбомы | Артист   | Источник |
| ------- | -------- | -------- |
| 8       | The Game | [ 2 ]    |
| 8       | Дрейк    | [ 2 ]    |